# Comitato Olimpico Ellenico
Il Comitato Olimpico Ellenico (noto anche come Ελληνική Ολυμπιακή Επιτροπή in greco) è un'organizzazione sportiva greca, nata il 3 febbraio 1894 ad Atene, Grecia.
Rappresenta questa nazione presso il Comitato Olimpico Internazionale (CIO) dal 1895 ed ha lo scopo di curare l'organizzazione ed il potenziamento dello sport in Grecia e, in particolare, la preparazione degli atleti greci, per consentire loro la partecipazione ai Giochi olimpici. Il comitato, inoltre, fa parte dei Comitati Olimpici Europei. Questa è una delle più antiche federazioni olimpiche al mondo, essendo fondata nel 1894 e riconosciuta dal CIO nel 1895; la sua nascita venne favorita dall'organizzazione dei Giochi della I Olimpiade, le prime Olimpiadi dell'Era moderna, che si tennero nel 1896, ad Atene.
Dal 2009 il presidente dell'organizzazione è Spyros Capralos. La carica di segretario generale è occupata da Emmanuel Karsiadakis.

## Presidenti
| Presidenti                                  | Periodo        |
| ------------------------------------------- | -------------- |
| Costantino di Grecia                        | 1894–1913      |
| Principe ereditario Giorgio                 | 1914–1917      |
| Miltiadis Negrepontis                       | 1918–1920      |
| Principe ereditario Giorgio                 | 1921–1922      |
| Re Giorgio II                               | 1922–1923      |
| George Averoff                              | 1924–1930      |
| Ioannis Drosopoulos                         | 1930–1936      |
| Principe ereditario Paolo                   | 1936–1948      |
| Re Paolo                                    | 1948–1952      |
| Konstantinos Georgakopoulos Ioannis Ketseas | 1953–1954      |
| Principe ereditario Costantino              | 1955–1964      |
| Principessa Irene                           | 1965–1968      |
| Theodosios Papathanasiadis                  | 1969–1973      |
| Spyridon Vellianitis                        | 1973–1974      |
| Apostolos Nikolaïdīs                        | 1974–1976      |
| Georgios Athanasiadis                       | 1976–1983      |
| Aggelos Lempesis                            | 1983–1984      |
| Lambis Nikolaou                             | 1985–1992      |
| Antonios Tzikas                             | 1993–1996      |
| Lambis Nikolaou                             | 1997–2004      |
| Minos Kyriakou                              | 2004–2009      |
| Spyros Capralos                             | 2009–in carica |